# Nir Knaan
Nir Knaan (en hebreo: ניר כנען‎; Ness Tziona, 12 de abril de 2001) es un actor, cantante y compositor israelí.

## Primeros años y educación
Knaan nació en 2001 en Ness Tziona, hijo mayor de Eyal, un programador, y Merav, una empleada de banca. Estudió informática en el instituto, pero desde pequeño se interesó por el teatro y la música. Knaan estudió violín y aprendió a tocar el piano, de niño, estudió en la academia juvenil del Teatro de Cámara y cumplió el servicio militar en el Teatro de las Fuerzas de Defensa de Israel.
En 2018, interpretó el papel de Ronnie en "Departamento de Objetos Especiales". En 2020, comenzó a actuar en la serie educativa "The Well" como Illi. En 2022, comenzó a actuar en la serie "¿Quién oyó hablar de Hava y Nava?" como Spitz.
En 2021, interpretó a Ziggy en la película de Avi Nesher "La imagen de la victoria". En 2022, protagonizó la película "Nuestra historia", dirigida por Yaron Arazi. 
Cuando se estrenó la película "Blancanieves" en marzo de 2025, Knaan prestó su voz al príncipe "Jonathan" en el doblaje hebreo.

## Carrera musical
En julio de 2023, lanzó su primera canción, "¿Qué estoy haciendo mal?". Tras el lanzamiento, del sencillo Knaan firmó con el sello discográfico Helikon Aroma Music.
En febrero de 2024, lanzó su segunda canción, "Song for Neta". Knaan la escribió a sus 19 años como regalo de cumpleaños para su entonces pareja, Neta Roth.La canción se convirtió en un éxito en TikTok con 900.000 visualizaciones en YouTube y millones de reproducciones en plataformas digitales.La canción le valió a Knaan el título de Artista Revelación del Año en Kan Gimel. También recibió versiones de Eden Hason y Netta Barzilai.
En septiembre de 2024, lanzó su tercera canción, "Don't Go". En noviembre de 2024, lanzó su cuarta canción, "Enough", que se lanzó como parte de su álbum debut y que trata sobre cómo afrontar una ruptura amorosa.
Su álbum debut, "Blue", se lanzó el 4 de diciembre de 2024.En su trabajo en el álbum, Knaan se inspiró en artistas como Yoni Rechter, Gidi Gov y Yehudit Ravitz, e incorporó elementos nostálgicos y juveniles en sus canciones.Además, Knaan también está componiendo la música de la obra "El Alma Buena de Sichuan", que se presentará en el Teatro Cameri de Israel.